# Bozidun (sockenhuvudort i Kina, Xinjiang Uygur Zizhiqu, lat 41,72, long 80,77)
Bozidun (kinesiska: 博孜墩, 博孜墩柯尔克孜族乡) är en sockenhuvudort i Kina. Den ligger i den autonoma regionen Xinjiang, i den nordvästra delen av landet, omkring 600 kilometer sydväst om regionhuvudstaden Ürümqi. Antalet invånare är 5 235. Befolkningen består av 2 370 kvinnor och 2 865 män. Barn under 15 år utgör 16,0 %, vuxna 15-64 år 77 %, och äldre över 65 år 5,0 %.
Runt Bozidun är det glesbefolkat, med 17 invånare per kvadratkilometer. Det finns inga andra samhällen i närheten. Trakten runt Bozidun består i huvudsak av gräsmarker.
Genomsnittlig årsnederbörd är 239 millimeter. Den regnigaste månaden är augusti, med i genomsnitt 53 mm nederbörd, och den torraste är mars, med 2 mm nederbörd.